# Щипин, Павел Дмитриевич

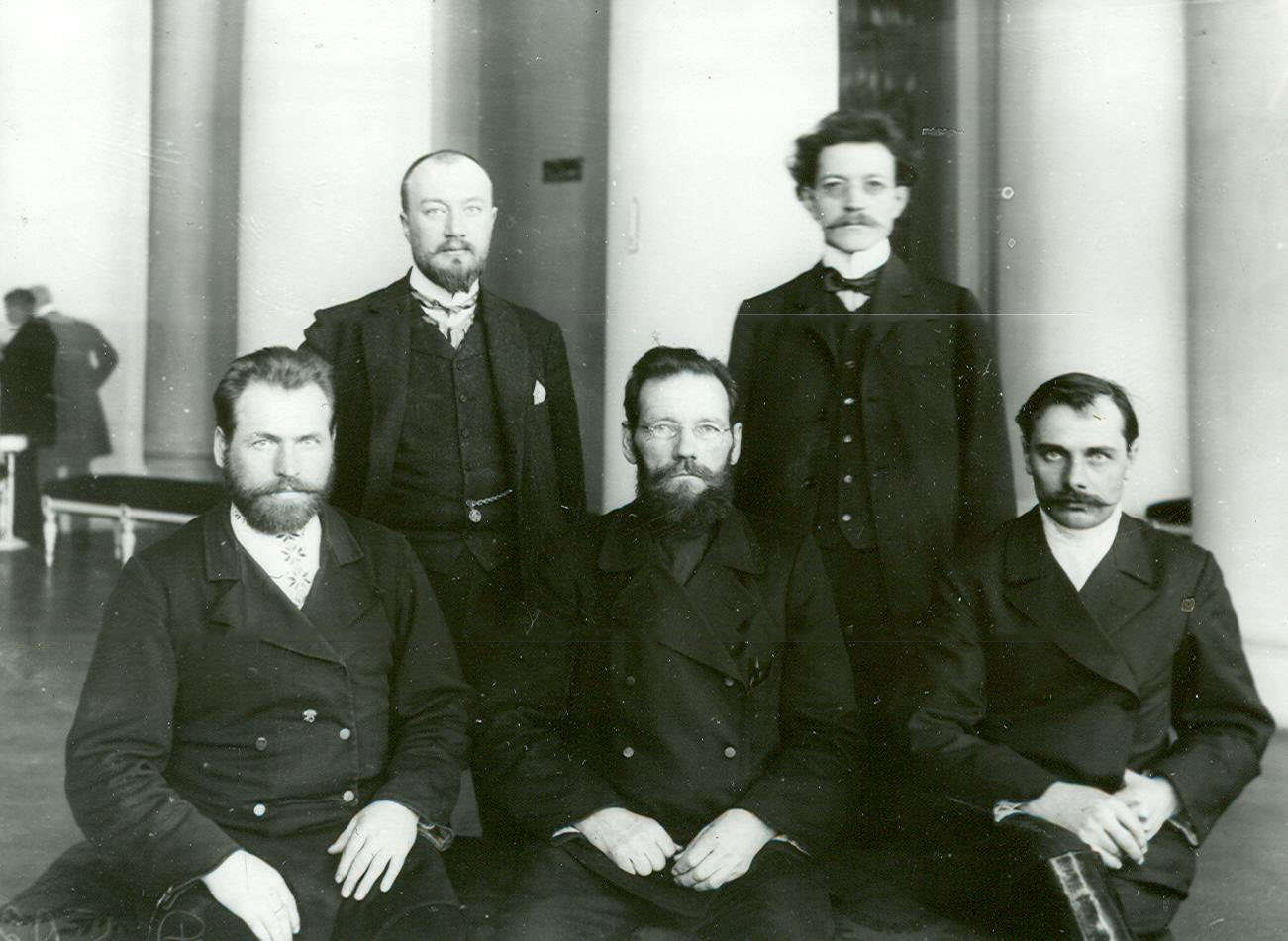
Члены государственной Думы Второго созыва от Вологодской губернии, стоят (слева направо) — кадет Н. М. Волоцкой, трудовик П. Д. Щипин, сидят (слева направо) — крестьяне Н. Н. Малафиевский, Е. И. Шаманин и В. С. Ширяев, разделявшие взгляды трудовиков.

Павел Дмитриевич Щипин (2 [14] ноября 1873, дер. Нижняя Давыдовская, Вологодская губерния — 1934, Москва) — депутат I и II Государственной Думы (1906, 1907) от Вологодской губернии, член фракции трудовиков; член временного обывательского комитета района Озерки, Шувалово, Парголово (под Петроградом) с 3 марта 1917; член Трудовой народно-социалистической партии (ТНСП) с июня 1917 года; баллотировался кандидатом в депутаты Учредительного собрания (1917) от ТНСП по Вологодской губернии.

## Биография
Из крестьян. Образование — начальное. Закончил в селе Черевково начальное училище Министерства народного просвещения (1885 год). Служил волостным писарем в трёх волостях Сольвычегодского уезда (1893—1901); делопроизводитель, секретарь Сольвычегодской уездной земской управы (1901—1907).
В I Думе подписал законопроект «104-х» по аграрному вопросу, 14 запросов, касающихся ущемления интересов крестьянства, прав политзаключенных. Один из авторов законопроекта об отмене смертной казни.
Во II Думе входил в состав комиссий по рассмотрению законопроектов о неприкосновенности личности, жилища и тайны корреспонденции; по разбору корреспонденции, поступающей в адрес Думы; о незаконных действиях властей, а также в аграрную комиссию. Был членом Совета фракции трудовиков, руководил деятельностью Клуба Трудовой группы. За левые взгляды в 1907 году вологодский губернатор запретил Щипину занимать любые должности государственной и земской службы в губернии. В последующие годы — начальник счётного отделения, начальник отдела контроля страхового товарищества «Саламандра», СПб. (1908—1918).
В сентябре 1918 года, спасаясь от «красного» террора, вынужден был переехать в Москву. Управляющий делами Всероссийского кооперативного страхового союза, Москва (1918—1920), заведующий отделом Всероссийского центрального союза потребительских обществ, Москва (1920—1921), заведующий отделом Всероссийского кооперативного страхового союза, Москва (1921—1929), Наркомат земледелия, Москва (1929—1934).
Похоронен на Ваганьковском кладбище.